# 波多野健
波多野 健（はたの けん、1973年3月15日 -）は、日本のアナウンサー、タレント、ナレーター、政治家。東京都武蔵村山市出身。帝京八王子高等学校卒業、杏林大学保健学部臨床検査技術学科卒業、杏林大学大学院保健学研究科博士前期課程修了。臨床検査技師の国家資格を持つ。
エフエムラジオ新潟アナウンサー兼記者、事務所生島企画室所属のキャスターを経て、2011年より東京都武蔵村山市議会議員（4期）。
現在、厚生産業委員会委員長、横田基地の民間機利用促進等に関する調査特別委員会副委員長、議会運営委員会委員、湖南衛生組合議会議員を勤める。武蔵村山市監査委員を歴任した。

## 来歴
- 1973年3月15日、東京都武蔵村山市に生まれる。武蔵村山市立第九小学校、武蔵村山市立第一中学校、帝京八王子高等学校卒業。
- 1995年、杏林大学保健学部臨床検査技術学科卒業。
- 1998年、杏林大学大学院保健学研究科博士前期課程修了。大学院在籍中、人間の脳の仕組みを研究しているうちに、人間同士のコミュニケーションについて関心を持つようになり、アナウンス学校に通いはじめる。
- 2001年、エフエムラジオ新潟にアナウンサーとして入社。アナウンサー、記者として新潟の地域経済や政治、街の魅力など地域の現場に密着した取材活動を行う。
- 2004年、生島企画室にフリーアナウンサーとして所属。ラジオの他、テレビ番組、ニュースの深層、速報！記者会見、定時ニュースなどを担当する。
- 2011年5月1日、これまでの取材や地域活動を通して得た知見や経験を、生まれ故郷である武蔵村山市の発展に活かしたいと、東京都武蔵村山市議会議員選挙に立候補し、初当選。
- 2015年4月26日、東京都武蔵村山市議会議員選挙に立候補し再選。
- 2015年5月、武蔵村山市監査委員に就任。
- 2017年5月、厚生産業委員委員長に就任。

## 基本政策
- 住み心地の良い安心安全なまちづくりを
- いきいき働き、すくすく育つ環境を
- 安心して受けられる医療・介護の充実を
- 産業や観光、農業など地域経済の活性化
- 音楽や舞踊、演劇、食文化などの各文化分野の振興

## メディア

### テレビ
- ニュースの深層（朝日ニュースター、月曜日アシスタント）
- 速報!記者会見（朝日ニュースター、火曜日キャスター）

### ラジオ
- Weekend NEWS “N！”（エフエムラジオ新潟)

## 人物
- 臨床検査技師の有資格者であることから、医療や感染症について関心が高く、議会質問も多い。
- 小学校時には野球、高校時にはスキーに没頭する。スキーでは、SAJ１級（スキーバッジテスト1級）を取得し、あらゆる斜面でも安定して滑ることができると本人は豪語している。
- 武蔵村山名物、村山うどんに幼少の頃から親しんでいたことから、大人になってからも炭水化物を好んで食べていると公言している。
- 寝る前のストレッチ運動が日課。
- 映画「天空の蜂（東野圭吾原作）」にレポーター役で出演。（2013年）
- WOWOW連続ドラマ「女と男の熱帯」にキャスター役で出演。（2015年）

## エピソード
- CBCテレビ『ノブナガ』の企画『ごはんリレー』において、たまたま新潟駅近くを歩いていたところを小泉エリに声をかけられて企画に参加したことがある。